# ピーターパン (アメリカ合衆国の競走馬)
ピーターパン（Peter Pan I ）はアメリカ合衆国で生産された競走馬、種牡馬。ベルモントステークスなどに優勝し、種牡馬としても成功を収めた。

## 経歴
アメリカ競馬史上に大きな事績を残したジェームズ・ロバート・キーンの生産所有馬。管理調教師はアメリカ競馬の殿堂入りを果たしているジェームズ・ゴードン・ロウ・シニアであり、両者は父コマンドの馬主、調教師でもあった。
2歳で競走馬としてデビューし、この年は8戦4勝。秋にはアメリカ2歳戦の最高峰・ホープフルステークスを制している。3歳時は9戦6勝・2着2回という卓越した成績を残していた。ピーターパンが競走馬時代を過ごした当時のアメリカでは、まだ3歳三冠戦が形成されておらず、現在三冠の初戦・2戦目に位置づけられているケンタッキーダービー、プリークネスステークスには出走せずベルモントステークスに臨み優勝。ほか、当時は非常に重要な競走と位置づけられていたブルックリンダービー等も制しており、ピーターパンはこの年の最優秀3歳牡馬に選出されている。3歳秋に腱を負傷し競走馬を引退。キーンが所有するキャッスルトン・スタッドで種牡馬となった。
種牡馬としては一時フランスに売却されたが、その後ハリー・ペイン・ホイットニーに購買されてアメリカに戻り、以後1933年に死亡するまでケンタッキー州のホイットニーファームで繋養された。死亡後その遺体は同場の一角に埋葬されている。
産駒は早熟傾向が強く、競走成績においては牝馬の方がより顕著な成績を残したが、牡駒も種牡馬となって成功を収め、特にペナント (Pennant) とブラックトニー (Black Toney) が多くの活躍馬を送り出した。2年連続のアメリカ年度代表馬を受賞したペナント産駒エクイポイズ  (Equipoise) を筆頭に、一時その父系は広がりを見せたが、今日では衰退している。しかしブルードメアサイアーとしても大きな実績を挙げており、母系にその血統が受け継がれている。
アメリカでは1940年より、本馬を記念した重賞競走・ピーターパンステークスが施行されている。

## 主な産駒
- Pennant（1911年生 フューチュリティステークスなど）
- Vetaxatious（1916年生 アラバマステークス）
  - 1919年アメリカ最優秀3歳牝馬
- Prudery（1918年生 スピナウェイステークス、アラバマステークスなど）
  - 1920年度アメリカ最優秀2歳牝馬、1921年度最優秀3歳牝馬
- Tryster（1918年生 サラトガスペシャルステークスなど）
  - 1920年度アメリカ最優秀2歳牡馬
- Pruish（1919年生 コーチングクラブアメリカンオークス）
- Macaw（1923年生 カーターハンデキャップなど）
- Nixie（1925年生 アラバマステークス、テストステークスなど）
- Parry（1929年生 エイコーンステークス2着、アラバマステークス2着、テストステークス2着）
- Peter Hastings（1925年生、種牡馬）

### 主なブルードメアサイアー産駒
- Bostonian（プリークネスステークス）
- Whiskery （ケンタッキーダービー）
- Victorian（プリークネスステークス、マンハッタンハンデキャップなど）
- Top Flight（フューチュリティステークス、サラトガスペシャルステークス、スピナウェイステークス、ピムリコフューチュリティ、エイコーンステークス、コーチングクラブアメリカンオークス、アラバマステークスなど）
- エレギヤラトマス（帝室御賞典）
- カミワカ（中山大障碍特別競走）

## 血統表
| ピーターパン (Peter Pan I)の血統（ドミノ系（ヒムヤー系） / 5代内アウトブリード） | ピーターパン (Peter Pan I)の血統（ドミノ系（ヒムヤー系） / 5代内アウトブリード） | ピーターパン (Peter Pan I)の血統（ドミノ系（ヒムヤー系） / 5代内アウトブリード） | （血統表の出典）    | （血統表の出典） |
| 父 Commando 1898 鹿毛 アメリカ                                                   | 父の父Domino 1891 黒鹿毛 アメリカ                                                | Himyar                                                                           | Alarm               | Alarm            |
| 父 Commando 1898 鹿毛 アメリカ                                                   | 父の父Domino 1891 黒鹿毛 アメリカ                                                | Himyar                                                                           | Hira                |                  |
| 父 Commando 1898 鹿毛 アメリカ                                                   | 父の父Domino 1891 黒鹿毛 アメリカ                                                | Mannie Gray                                                                      | Enquirer            | Enquirer         |
| 父 Commando 1898 鹿毛 アメリカ                                                   | 父の父Domino 1891 黒鹿毛 アメリカ                                                | Mannie Gray                                                                      | Lizzie G            |                  |
| 父 Commando 1898 鹿毛 アメリカ                                                   | 父の母Emma C. 1892 鹿毛 アメリカ                                                 | Darebin                                                                          | The Peer            | The Peer         |
| 父 Commando 1898 鹿毛 アメリカ                                                   | 父の母Emma C. 1892 鹿毛 アメリカ                                                 | Darebin                                                                          | Lurline             |                  |
| 父 Commando 1898 鹿毛 アメリカ                                                   | 父の母Emma C. 1892 鹿毛 アメリカ                                                 | Guenn                                                                            | Flood               | Flood            |
| 父 Commando 1898 鹿毛 アメリカ                                                   | 父の母Emma C. 1892 鹿毛 アメリカ                                                 | Guenn                                                                            | Glendew             |                  |
| 母 Cinderella 1888 栗毛 イギリス                                                 | 母の父Hermit 1864 栗毛 イギリス                                                  | Newminster                                                                       | Touchstone          | Touchstone       |
| 母 Cinderella 1888 栗毛 イギリス                                                 | 母の父Hermit 1864 栗毛 イギリス                                                  | Newminster                                                                       | Beeswing            |                  |
| 母 Cinderella 1888 栗毛 イギリス                                                 | 母の父Hermit 1864 栗毛 イギリス                                                  | Seclusion                                                                        | Tadmor              | Tadmor           |
| 母 Cinderella 1888 栗毛 イギリス                                                 | 母の父Hermit 1864 栗毛 イギリス                                                  | Seclusion                                                                        | Miss Sellon         |                  |
| 母 Cinderella 1888 栗毛 イギリス                                                 | 母の母Mazurka 1878 鹿毛 イギリス                                                 | See Saw                                                                          | Buccaneer           | Buccaneer        |
| 母 Cinderella 1888 栗毛 イギリス                                                 | 母の母Mazurka 1878 鹿毛 イギリス                                                 | See Saw                                                                          | Margery Daw         |                  |
| 母 Cinderella 1888 栗毛 イギリス                                                 | 母の母Mazurka 1878 鹿毛 イギリス                                                 | Mabille                                                                          | Parmesan            | Parmesan         |
| 母 Cinderella 1888 栗毛 イギリス                                                 | 母の母Mazurka 1878 鹿毛 イギリス                                                 | Mabille                                                                          | Rigolboche F-No.2-o |                  |